# ホテルグリーンタワー幕張
ホテルグリーンタワー幕張（ホテルグリーンタワーまくはり）は、千葉県千葉市美浜区の幕張新都心にある、株式会社グリーンタワーが運営するシティホテルである。幕張メッセオフィシャルホテル、藤田観光パートナーズホテルの一つ。第4回千葉市優秀建築賞を受賞。

## 概要

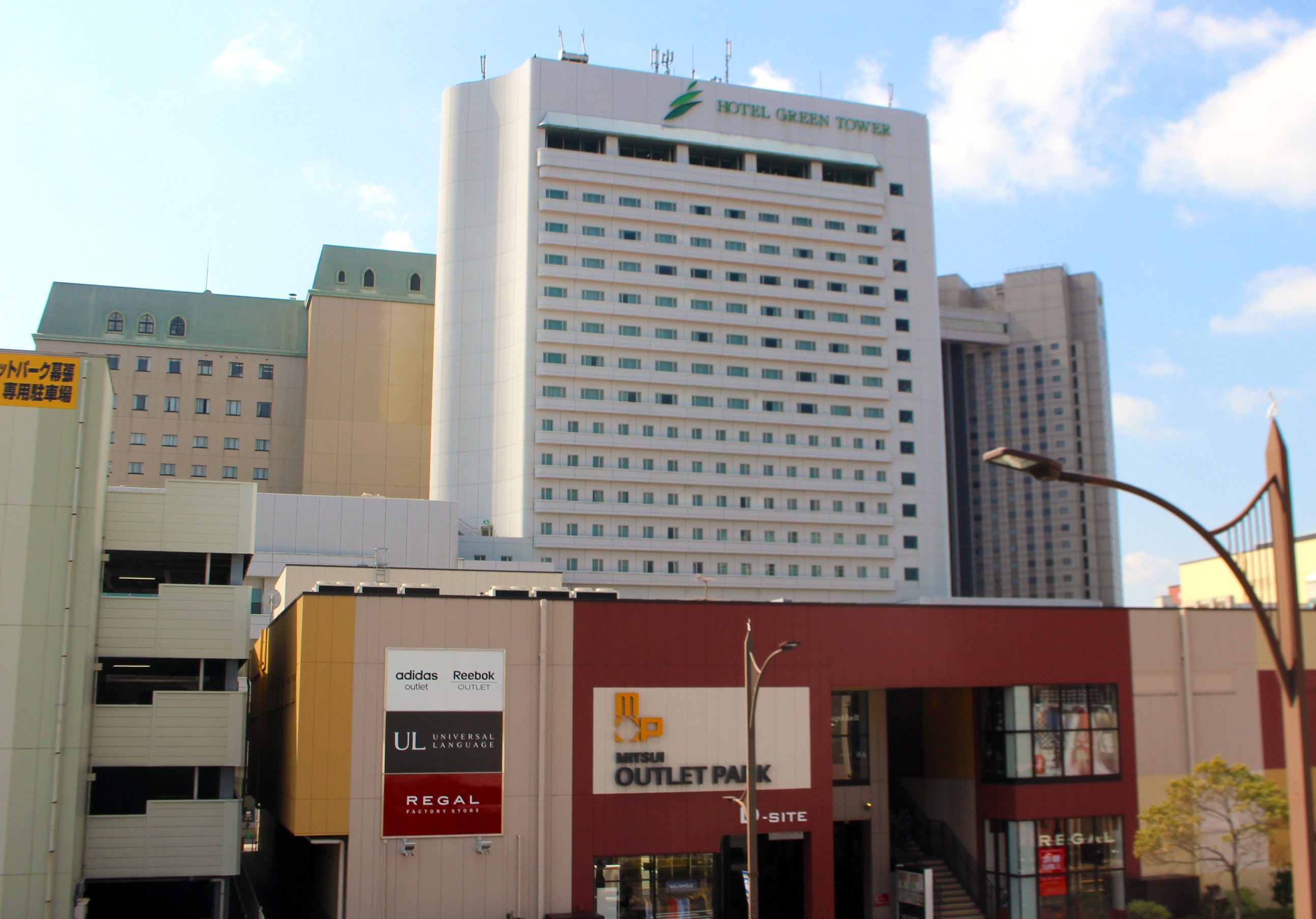
三井アウトレットパーク幕張側から望むホテル（中央奥）

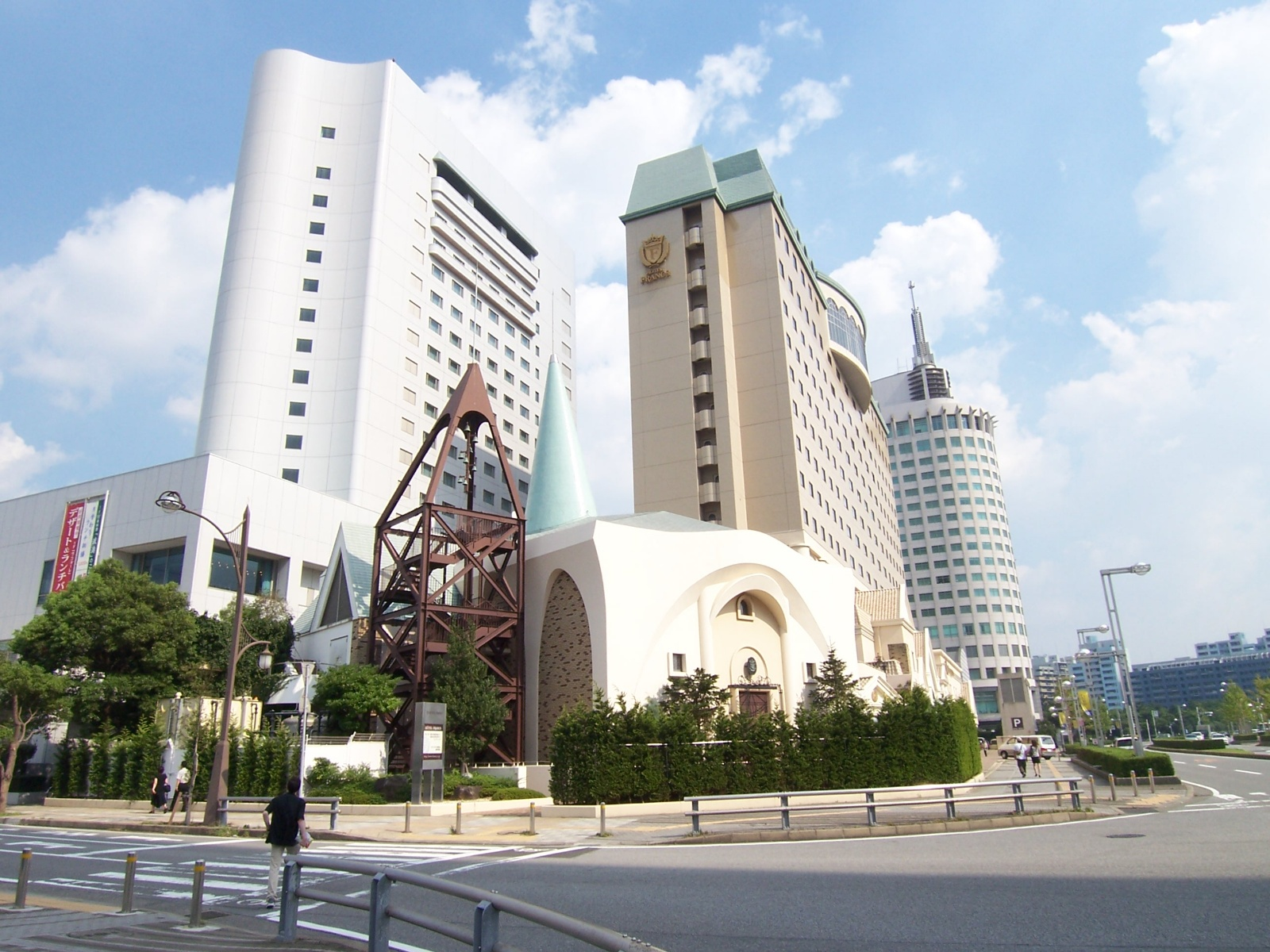
メッセ大通り側から望むホテル（左端）

1991年竣工の地上18階地下1階建て、高さ68メートルの超高層建築物となっており、建築主は株式会社グリーンタワー、設計者は榎本建築設計事務所、施工者は大林組、鉄骨構造・鉄骨鉄筋コンクリート構造、延床面積 2万1746平方メートルである。
ナインチェ・プラウス（ミッフィー）のオリジナルデザインをカーテン、ベッドスプレッド、パジャマ、タオルなどにあしらったミッフィールームが好評となっている。他会社のテナントを入れずにホテル経営を行っているため、質の高いサービスを低価格で提供することを目的としている。
幕張メッセまで徒歩約3分、海浜幕張駅まで徒歩約3分、東京駅まで直通約30分、東京ディズニーリゾートのある舞浜駅まで約15分、成田国際空港・東京国際空港まで直通リムジンバスで約30 - 45分とビジネス、レジャーなど交通至便な場所に立地している。

## 歴史
- 1991年（平成3年）
  - 6月 - ホテルグリーンタワー幕張開業。
  - 第4回千葉市優秀建築賞を受賞。
- 2013年（平成25年）11月1日 - 株式会社テイクアンドキヴ・ニーズと提携し、婚礼部門の受託運営を開始[8]。
- 2018年（平成30年） - ホテル1階に御土産店「おみやげKINGDOM」が新規オープン[9]。

## 客室
- チェックイン：15:00 / チェックアウト：11:00（通常）[10]
- 客室数：205室
- 客室フロア： 5階から12フロア
- 客室タイプ[10]：
  - シングルスタンダードルーム（広さ：17平方メートル）
  - シングルスデラックスルーム（広さ：19平方メートル）
  - ダブルエコノミールーム（広さ：17平方メートル）
  - ダブルスタンダードルーム（広さ：19平方メートル）
  - ダブルデラックスルーム（広さ：38平方メートル）
  - ツインスタジオルーム（広さ：19平方メートル）
  - ツインエコノミールーム（広さ：19平方メートル）
  - ツインスタンダードルーム（広さ：25平方メートル）
  - ツインデラックスルーム（広さ：38平方メートル）
  - ファミリールームA（広さ：25平方メートル
    - ダブルベッド（155センチメートル）1台、シングルベッド（110センチメートル）1台

  - ファミリールームB（広さ：25平方メートル
    - シングルベッド（110センチメートル）2台、エキストラベッド（85センチメートル）1 - 2台

  - 和室（広さ：50平方メートル）
  - スイートルーム（広さ：50平方メートル）
  - ロイヤルスイートルーム（広さ：100平方メートル）
  - ベビーコット無料（予約制）

## 設備

### レストラン
「レストラン（公式ホームページ）」も参照。
- ビュッフェレストラン「ラ・フォーレ」
- 和食・中華「桂　翠」
- ロビーラウンジ「トロア・フィーユ」
- 予約制バー「幕張倶楽部」

### 館内施設
- テイクアウト&ギフト
- 個室（予約制）
- ウェディングサロン
- 宴会場
- 会議室
- 駐車場

## アクセス
- 鉄道
  - JR東日本 海浜幕張駅南口 徒歩約3分
- バス
  - リムジンバスで成田国際空港約30分、東京国際空港約45分
- 自動車
  - 東関東自動車道 湾岸千葉インターチェンジ 約3分
  - 東関東自動車道 湾岸習志野インターチェンジ 約5分
  - 京葉道路 幕張インターチェンジ 約10分